# صومعه رتینگ
صومعه رتینگ (انگلیسی: Reting Monastery) یک صومعه بودایی مهم تاریخی در شهرستان لهونژوب در لهاسا،  Ü-Tsang,تبت است.